# Villám és a varázsló
A Villám és a varázsló (eredeti cím: The House of Magic) 2013-ban bemutatott belga 3D-s számítógépes animációs film, amelyet Ben Stassen és Jeremy Degruson rendezett. A zenéjét Ramin Djawadi szerezte.
Belgiumban 2013. december 25-én, Magyarországon 2014. augusztus 21-én mutatták be a mozikban.

## Cselekmény
|  | Alább a cselekmény részletei következnek! |

A történet főhőse Villám, aki egy kóbor macska. Egy nagy vihar kerekedik, és megpróbál elmenekülni. Útközben egy titokzatos házra talál, ahol egy mágus lakik, akit Lawrence-nek hívnak, művészneve Legendás Lorenzo. A házban tölti öregkori idejét, ahová a fiatal sikátormacska is besurran. A házban többfajta állat, különös lények és lélegzetelállító gépezetek vannak, amelyek boldog táncot adnak elő, miközben elkészítik az öreg bűvész reggelijét. Lorenzo befogadja Villámot a házba, és kedvesen fordul hozzá. Ezt nem mindenki veszi jó néven a ház lakói közül, többek közt Jack, a nyúl és Maggie, az egér. Ezért megpróbálják valahogyan elküldeni az új jövevényt a házból, de nem sikerül. A csapat otthonát azonban, fokozatosan egyik napról a másikra veszély fenyegeti, mióta Lorenzót kórházba kellett vinni. Amíg Lorenzo kórházban van, az unokaöccse csellel rá akarja venni, hogy vegye meg tőle valaki a házát. Eközben összefognak a ház lakói, hogy elküldjék onnan az érdeklődőket. Rémisztő stratégiát tervelnek ki, amelyben Villám is fontos szerepet kap.
|  | Itt a vége a cselekmény részletezésének! |

## Szereplők
| Szereplő                    | Eredeti hang     | Magyar hang     | Leírás                                      |
| --------------------------- | ---------------- | --------------- | ------------------------------------------- |
| Villám                      | Murray Blue      | Straub Martin   | A vörös kóbor cica.                         |
| Dylan                       | Murray Blue      | Zelei Dániel    | A beteg fiú a kórházból.                    |
| Lawrence (Legendás Lorenzo) | Doug Stone       | Harsányi Gábor  | Az öreg nagy varázsló.                      |
| Jack                        | George Babbit    | Kerekes József  | Az öreg fehér nyúl.                         |
| Carlo                       | George Babbit    | Görög László    | A olasz fehér galamb, Carla barátja.        |
| Zoltar                      | George Babbit    | ?               | Az jövendőmondó automata.                   |
| Maggie                      | Shanelle Gray    | Vágó Bernadett  | Az albinó nőstényegér.                      |
| Carla                       | Kathleen Browers | Nádasi Veronika | A olasz fehér tojó galamb, Carlo barátnője. |
| Chihiuahua                  | Joey Camen       | Kapácsy Miklós  | A csivava, Lasondra kutyája.                |
| Daniel                      | Grant George     | Láng Balázs     | Az üzletember, Lorenzo gonosz unokaöccse.   |
| Izzy                        | Sage Sommer      | Koller Virág    | A beteg néger lány a kórházból.             |
| Baxter nővér                | Cinda Adams      | Halász Aranka   | A szigorú ápolónő a kórházban.              |
| Lasondra                    | Kendra Leif      | Kocsis Mariann  | A kövér spanyol hölgy, Chihiuahua gazdája.  |
| Audrey Willis               | Nina Grillo      | Kiss Erika      |                                             |
| Reggie Willis               | Joseph W. Terry  | Rosta Sándor    |                                             |
| Mr. Eames                   | Joe Ochman       | Fekete Zoltán   |                                             |
| Mrs. Eames                  | Millie Mup       | Náray Erika     |                                             |
| Mark Matthews               | Kyle Hebert      | Törköly Levente |                                             |
| Mike Matthews               | Bill Parks       | Varga Rókus     |                                             |
| Idős hölgy                  | Goldie Jonsie    | Kassai Ilona    | A macska imádó öregasszony.                 |
| Kislány                     | N/A              | Jelinek Éva     | A nyuszibabás lány a kórházban.             |
| Sr. Jeffrey McDonough       | Ed Asner         | N/A             |                                             |
| Kayla                       | Emily Blunt      | N/A             |                                             |
| Dimitri                     | Danny Mann       | N/A             |                                             |